# Íhor Iliuixin
Íhor Ivànovitx Iliuixin (ucraïnès: І́гор Іва́нович Ілью́шин), nascut el 23 d'abril de 1961 a Dnipropetrovsk, és un historiador ucraïnès i professor de la Universitat Eslava de Kíev.
Iliuixin és un graduat de la Universitat de Kíiv (1988) i doctor en ciències històriques (2003). Des de 2004, dirigeix el Departament de Relacions Internacionals a la Universitat Eslava de Kíev. En el període 1997-2005 va ser membre del grup de treball a la Comissió de Govern d'Ucraïna per a l'examen i avaluació de les activitats de l'Organització dels nacionalistes ucraïnesos i l'Exèrcit insurgent ucraïnès. En el període 2002-2003 va ser un membre d'un equip d'experts del Consell de Seguretat Nacional i Defensa d'Ucraïna, per a la realització de la investigació addicional de la Massacre de polonesos a Volínia.
Les obres d'Iliuixin han estat publicades a Àustria, Belarús, República Txeca, França, Polònia, Rússia, Eslovàquia, Ucraïna i els Estats Units.